# Горбенцово
Горбенцо́во (рос. Горбенцово) — присілок у складі Тотемського району Вологодської області, Росія. Входить до складу Погоріловського сільського поселення.
Стара назва — Горбенцево.

## Населення
Населення — 69 осіб (2010; 78 у 2002).
Національний склад (станом на 2002 рік):
- росіяни — 100 %